# Herman van Malsen
Herman van Malsen (ca. 1030 - na 1080) is de stamvader van het geslacht van Cuijk (van Cuyck).
Herman was graaf in Teisterbant, vermoedelijk de zoon van Unroch, graaf in de Kempen. Hij wordt in diverse oorkonden vermeld en was wellicht een leenman van de bisschop van Utrecht. Zijn bezittingen waren vooral te situeren in de Betuwe, rond Geldermalsen en Meteren. Voor 1096 werd hij door keizer Hendrik IV beleend met het land van Cuijk. Zijn afstammelingen namen de naam van Cuijk (van Cuyck) aan.
Herman huwde met Ida, dochter van Eustaas II van Boulogne. Ze kregen de volgende kinderen:
- Hendrik I van Cuijk († voor 9 augustus 1108)
- Andries van Cuijk († 1139), bisschop van Utrecht.
- Godfried van Cuijk († voor 1138)

## Belangrijkste bronnen en literatuur
- Den Haag, Archief Hoge Raad van Adel, Collectie Van Spaen, hs. Van Spaen, genealogie van Cuyck.
- B.J.P. VAN BAVEL, Goederenverwerving en goederenbeheer van de abdij Mariënweerd (1129-1592), Hilversum (Verloren), 1993.
- E. BRANDENBURG, Die Nachkommen Karls des Großen, Frankfurt am Main, 1964.
- J.A. COLDEWEIJ, De Heren van Kuyc 1096-1400, Dissertatie Leiden 1982, Bijdragen tot de geschiedenis van het zuiden van Nederland L; Tilburg: Stichting Zuidelijk Historisch Contact, 1982.
- J.J.F. WAP, Geschiedenis van het Land en der Heeren van Cuyk, Utrecht, 1858.
- dr. K. Kuiken, Nederlandsche Leeuw 2004, kolom 242.
- J.C. Andressohn, The ancestry and life of Godfrey of Bouillon (Bloomington 1947), p. 22
- Foundation for Medieval Genealogy: Heren van Cuyk en Malsen